# احتكاك

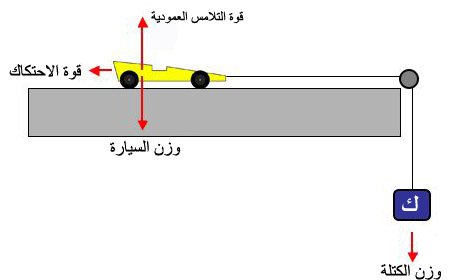
الاحتكاك للسيارة (نحو اليسار) هو عكس اتجاه حركتها(نحو اليمين)

الاحتكاك هي القوة المقاومة التي تحدث عند تحرك سطحين متلاصقين باتجاهين متعاكسين عندما يكون بينهما قوة ضاغطة تعمل على تلاحمهما معا (وزن أحد الجسمين مثلا). وتنتج كمية من الحرارة.
يحدث الاحتكاك بين المواد الصلبة، السائلة والغازية أو أي تشكيلة منهم.
وقوة الاحتكاك هي حاصل ضرب القوة الضاغطة بين الجسمين في معامل الاحتكاك.
قح = قض*µ
حيث:
قح: قوة الاحتكاك
قض: القوة الضاغطة بين الجسمين أو القوة العمودية على السطح الفاصل بينهما
µ: معامل الاحتكاك: إما الساكن (س) أو الحركي (ح)
هناك أنواع عديدة من الاحتكاك:
- الاحتكاك الجاف: هو القوة المعارضة للحركة النسبية بين سطحين صلبين في اتصال مع بعضهما. ينقسم الاحتكاك الجاف إلى احتكاك ثابت (ستاتيكي) بين الأسطح غير المتحركة، والاحتكاك الحركي (كاينتيكي) بين الأسطح المتحركة. وبإستثناء الاحتكاك الذري أو الجزيئي فإن الاحتكاك ينشأ عموما من تفاعل خواص السطح.
- احتكاك المائع (الرطب): يصف الأحتكاك بين طبقات المائع اللزج والتي تكون في حركة نسبية مع بعضها البعض.
- الاحتكاك الزلق (المشحم): هو حالة من احتكاك المائع حيث يفصل مائع زيتي بين السطحين.

يعتبر الاحتكاك قوة تطبق في الاتجاه العكسي لسرعة الجسم. فمثلا إذا دُفع كرسي على الأرض نحو اليمين تكون قوة الاحتكاك متجهة إلى اليسار. تنشأ قوة الاحتكاك بين الأجسام نتيجة وجود نتوءات وفجوات بين الأسطح فكلما كانت الأسطح ملساء كلما قلت تلك القوة. أثناء تحرك الجسم على السطح، تصطدم كل من النتوئات الصغيرة الموجودة عليه مع نتوئات ذلك السطح، وحينئذ تكون القوة مطلوبة لنقل النتوءات بجانب بعضها الآخر. وتعتمد منطقة الاتصال الفعلي على القوة العمودية بين الجسم والسطح المنزلق. وتتناسب هذه القوة الاحتكاكية مع إجمالي القوة العمودية وتعادل هذه القوة غالبا وزن الجسم المنزلق تماما. وفي حالة الاحتكاك الجاف المنزلق حيث لا يوجد تشحيم أو تزييت، تكون قوة الاحتكاك مستقلة عن السرعة تقريبا. كما أن قوة الاحتكاك لا تعتمد على منطقة الاتصال بين الجسم والسطح الذي ينزلق عليه. وتعتبر منطقة الاحتكاك الفعلية منطقة صغيرة الحجم نسبيا، وتعرف منطقة الاحتكاك بأنها تلك المنطقة التي يحدث فيها تلامس فعلي بين كل من النتوءات الصغيرة الموجودة على الجسم والسطح الذي ينزلق عليه.

## معامل الاحتكاك
معامل الاحتكاك هو كمية عددية تستخدم للتعبير عن النسبة بين قوة الاحتكاك بين جسمين والقوة الضاغطة بينهما، وليس له وحدة قياس. ويعتمد على مادتي الجسمين. مثلا الجليد على المعدن لهما معامل احتكاك قليل (أي إنهما ينزلقان على بعض بسهولة). أما المطاط على الأسفلت فلهما معامل احتكاك عالي جدا (لا ينزلقان على بعض)، انظر الجدول.
µس	السطح 2	السطح 1
0.06	جليد	خشب
0.02 - 0.1	ثلج	نحاس أصفر
0.07	معدن (مشحم)	معدن
0.25	خشب بلوط	خشب بلوط
0.5 - 0.9	خرسانة (مبللة)	مطاط
0.7 - 1	خرسانة جافة	مطاط
معامل الاحتكاك الساكن لبعض المواد
يعتبر معامل الاحتكاك كمية تجريبية، أي انه يجب قياسه عن طريق التجربة ولا يمكن حسابه بالمعادلات الرياضية. كما أن معظم المواد الجافة مع بعضها تعطي معامل احتكاك بين 0.3 و0.6. ومن الصعب الحصول على قيمة خارج هذا المجال. إن قيمة 0 لمعامل الاحتكاك تعني انه لا يوجد احتكاك بالمرة وسينزلق الجسمان على بعضهما إلى ما لا نهاية.
و يكون معامل الاحتكاك الساكن أكبر من الحركي لأن النتوءات والفجوات الموجودة بين أسطح الأجسام المتلاصقة تتداخلان في بعضهما فتسببان مقاومة السطحين للانزلاق. ولكن إذا بدأ الجسم في الانزلاق فلن يتوفر الوقت اللازم للسطحين لكي يتلاحما تماماً كل مع الآخر.و نرمز له ب Fr بالنسبة إلى الاحتكاك المقاوم وFm للاحتكاك المتحرك

## أنواع الاحتكاك

### الاحتكاك الساكن
يحدث الاحتكاك الساكن عندما يكون الجسمان غير متحركان بالنسبة إلى بعضهما البعض (مثل الطاولة على الأرض)، ومعامل الاحتكاك الساكن يرمز له بالرمز (µس)، والقوة الابتدائية اللازمة لتحريك هذا الجسم تكون عادة أكبر بقليل من قوة الاحتكاك الساكن، ويكون معامل الاحتكاك الساكن عادة أكبر من معامل الاحتكاك الحركي.
مثال على الاحتكاك الساكن هو القوة التي تمنع عجلات السيارة من الانزلاق على سطح الدوران، فعلى الرغم من أن العجلات تدور، إلا أن النقطة النسبية للحركة بين العجلة والأرض تكون ساكنة بالنسبة للأرض ولذلك يكون الاحتكاك ساكن وليس تحريكيا.

### الاحتكاك المتحرك
يحدث الاحتكاك الحركي عندما يتحرك الجسمين بالنسبة إلى بعضهما البعض ويحتك أحدهما بالآخر (مثل مزلجة على الأرض). معامل الاحتكاك الحركي يرمز له بالرمز (µح). ويكون عادة اقل من معامل الاحتكاك الساكن.
أمثلة على الاحتكاك الحركي
- الاحتكاك الانزلاقي: يحدث عندما يحتك جسمين صلبين ببعضهما البعض (مثل تحريك كتاب على الطاولة).
- الاحتكاك المائع (احتكاك الموائع): يحدث عندما يتحرك جسم صلب خلال مادة سائلة أو غازية (مثل مقاومة الهواء لحركة الطائرة، أو مقاومة الماء لحركة الغطاس).

الطاقة المفقودة بسبب الاحتكاك:
عندما يتحرك جسم على سطح بمعامل احتكاك حركي (µح) وقوة عمودية (قع) تكون كمية الطاقة المفقودة بسبب الاحتكاك U تساوي:
U = µح X قع X ف
حيث ف هي المسافة المقطوعة بواسطة الجسم. هذه المعادلة مماثلة للمعادلة (الطاقة المفقودة=القوة Xالمسافة) وهذا لأن الاحتكاك كمية غير متجهة.

## فوائد الاحتكاك
ينظر إلى قوة الاحتكاك على أنها قوة مبددة، ومعيقة لحركة الأجسام، وعندما نحسب الشغل المبذول ضد الاحتكاك نعتبره شغلا ضائعا ونحاول في الكثير من التصاميم الميكانيكية تقليل قوى الاحتكاك إلى أقل قدر ممكن بغية تحقيق أداء أفضل للآلات والماكينات ولكن ليس الاحتكاك ضار إلى هذا الحد؟ وما الذي سيحدث لو أن الاحتكاك في لحظة ما قد اختفى من العالم، أي أصبح صفرا؟
إذا اختفى الاحتكاك فلا بد إن السيارات والقطارات وجميع وسائل المواصلات لن تستطيع أن تتحرك لأنها تتحرك بواسطة الاحتكاك بين الأرض والعجلات. وحتى لو تحركت فإنها لن تستطيع أن تتوقف، لأن الفرامل تعتمد أساسا على الاحتكاك.كما لن يستطيع الناس السير أو حتى الوقوف وقفة سليمة، وكأنهم واقفون على أرضية جليدية. ولن يستطيعوا أن يمسكوا بأي شيء لأنه سينزلق من أيديهم. كما ستتفتت الجبال ولن يبقى عليها أي غطاء من التربة.و لن تبقى أي بناية سليمة بل ستتهدم. وستفك الحبال المربوطة. كل هذا بسبب الانزلاق وانعدام الاحتكاك. باختصار، الحياة مستحيلة بدون احتكاك.
فللاحتكاك فوائد مهمة؛ فهو يجعل عجلات السيارة تتحرك على الرصيف، ويجعل عجلات القاطرة تمسك بقضبان السكك الحديدية. وهو يسمح للسير الناقل بأن يدير البكرة دون انزلاق. وأنت لا تستطيع السير دون الاحتكاك لتمنع حذاءك من التزحلق على الرصيف. ولهذا فمن الصعب السير على الجليد؛ حيث أن السطح الأملس يسبب احتكاكاً أقل من الرصيف، وبذلك يسمح للحذاء بالانزلاق. ويثبت التربة على سطح الجبال ويثبت البنايات ويجعلها قائمة. ويجعل الحبال المربوطة تبقى ثابتة. بالإضافة إلى العشرات إن لم يكن المئات من الفوائد الأخرى.

## مساوئ الاحتكاك
على الرغم من أهمية الاحتكاك واستحالة الحياة بدونه كما رأينا، إلا أن له مساوئ عديدة قد تؤدي إلى أضرار كبيرة على المدى البعيد. الشغل المبذول بواسطة الاحتكاك يتم تحويله إلى تشوه وحرارة. ففي الآلات، يجعل الاحتكاك جزءا كبيرا من الطاقة المبذولة يذهب سدى. ويحولها إلى طاقة حرارية تتطلب المزيد من التبريد. وأحيانا يؤدي الاحتكاك إلى ذوبان بعض الأجسام كما يؤدي إلى التشوه، والتشوه في الأجسام صفة متلازمة مع الاحتكاك. مع انه قد يكون مفيدا في بعض الحالات (مثل صقل الأجسام). إلا أنه عادة يكون مشكلة، لأن الأجسام تبلى وتفقد قدرتها على التحمل، وقد تتعطل بعض الآلات. وعلى المدى الطويل يمكن أن تؤثر على خصائص السطوح وقد تؤثر على معامل الاحتكاك نفسه، وتستطيع أن ترى هذا بنفسك في إطارات السيارات القديمة، حيث يكون سطحها أملس
هذه هي مساوئ الاحتكاك في الحياة العملية. وقد كان وما زال للاحتكاك اثر سلبي في تطور العلم، فقد تأخر استنتاج قوانين الحركة لسنوات عديدة بسبب الاحتكاك. ولأن الحرارة والحركة المتولدة عن الاحتكاك تتبدد بسرعة، فقد استنتج العديد من الفلاسفة القدماء (و منهم أرسطو) إن الأجسام المتحركة تفقد من طاقتها بدون وجود قوة معاكسة لها. وهذه النظرية الخاطئة لم تكن لتصاغ لولا الاحتكاك.

### طرق التقليل من الاحتكاك
- الأجهزة:

مثل العجلات أو الأنابيب الدوارة المستخدمة في المطارات لنقل الحقائب من مكان إلى آخر. والتي تحول الاحتكاك الانزلاقي إلى احتكاك دحروجي. والذي يقلل من الاحتكاك.
- التقنيات:

إحدى التقنيات التي يستعملها مهندسو القطارات هي جعل الروابط بين مقطورات القطار رخوة. وهكذا يستطيع القطار أن يسحب كل مقطورة على حدة بدلا من سحبها جميعا. وهذا يقلل الاحتكاك الكلي ويجعله موزعا على الزمن.
- المزلقات أو سوائل التزليق:

من أهم الوسائل المستخدمة لتقليل الاحتكاك هي استخدام المزلقات، مثل الزيوت والشحوم. فالزيت يقلل الاحتكاك. فمعامل الاحتكاك لحديد متدحْرج على خشب مزيت على سبيل المثال يصبح أقل كثيرا من 0,018، لأن نوع السطح ليس له أثر تقريباً عندما يكون مغطى بالزيت أو بسوائل أخرى، وحينئذ يعتمد الاحتكاك على لزوجة السائل والسرعة النسبية بين الأسطح المتحركة. مع ان معظم المزلقات تكون سائلة، إلا أن بعضها صلب مثل التلك والجرافيت.
والمزلقات السائلة تكون ذات «لزوجة» قليلة توضع بين سطحين لتقليل معامل الاحتكاك بدرجة كبيرة. والسوائل اللطيفة أقل لزوجة من السوائل الغليظة، وأسرع تدفقًا. فاللزوجة خصيصة من خصائص الموائع تجعلها تقاوم التدفق. وهي تحدث نتيجة للاحتكاك الداخلي لجزيئات السائل التي يتحرك بعضها قبالة بعض. فالمائع ذو اللزوجة المنخفضة (صابون مثلا)، يتدفق بسرعة أكبر من المائع ذي اللزوجة العالية (صمغ مثلا).
ولجميع الموائع، بما في ذلك السوائل، والغازات، درجة معينة من اللزوجة. وبعض المواد التي تبدو صلبة، مواد ذات لزوجة عالية وتتدفق ببطء شديد ومثال ذلك القار. ودرجة اللزوجة مهمة جداً في العديد من الاستعمالات. فعلى سبيل المثال، تحدد لزوجة زيت المحرك كفاءته في تشحيم أجزاء محرك السيارة. وكلما كان تداخل جزيئات السائل أكثر قوة، كان للسائل لزوجة أكبر. وعموماً، كلما كان حجم أو طول الجزيء أكبر، كان التداخل أقوى. وتحدد درجة حرارة المائع قوة تداخل جزيئاته، حيث تتداخل الجزيئات في المائع أكثر كلما انخفضت درجة الحرارة. وهكذا، فإن الموائع الساخنة تكون ذات لزوجة أقل من لزوجة الموائع الباردة. ولكن جزيئات الغاز تتداخل بقوة أكثر في درجة حرارة عالية. لذلك فإن لها لزوجة أكبر من لزوجة الغازات الباردة.
وإحدى طرق زيادة لزوجة سائل هي إذابة البوليمرات (سلاسل جزيئية طويلة) فيه. وتصبح هذه الجزيئات متشابكة فتقاوم التدفق. كذلك، فإن إضافة جسيمات صلبة للمائع يزيد أيضًا من درجة اللزوجة[2].
1 الآجهـزه:
مثل العجلات أو الأنابيب الدوارة المستخدمة في المطارات لنقل الحقائب من مكان إلى آخر. والتي تحول الاحتكاك الانزلاقي إلى احتكاك دحروجي. والذي يقلل من الاحتكاك.
02 التقنيـآتــ:
إحدى التقنيات التي يستعملها مهندسو القطارات هي جعل الروابط بين مقطورات القطار رخوة. وهكذا يستطيع القطار أن يسحب كل مقطورة على حدة بدلا من سحبها جميعا. وهذا يقلل الاحتكاك الكلي ويجعله موزعا على الزمن.
03 المزلقات أو سوائل التزليق:
من أهم الوسائل المستخدمة لتقليل الاحتكاك هي استخدام المزلقات، مثل الزيوت والشحوم. فالزيت يقلل الاحتكاك. فمعامل الاحتكاك لحديد متدحْرج على خشب مزيت على سبيل المثال يصبح أقل كثيرا من 0,018، لأن نوع السطح ليس له أثر تقريباً عندما يكون مغطى بالزيت أو بسوائل أخرى، وحينئذ يعتمد الاحتكاك على لزوجة السائل والسرعة النسبية بين الأسطح المتحركة. مع ان معظم المزلقات تكون سائلة، إلا أن بعضها صلب مثل التلك والجرافيت.
والمزلقات السائلة تكون ذات «لزوجة» قليلة توضع بين سطحين لتقليل معامل الاحتكاك بدرجة كبيرة. والسوائل اللطيفة أقل لزوجة من السوائل الغليظة، وأسرع تدفقًا. فاللزوجة خصيصة من خصائص الموائع تجعلها تقاوم التدفق. وهي تحدث نتيجة للاحتكاك الداخلي لجزيئات السائل التي يتحرك بعضها قبالة بعض. فالمائع ذو اللزوجة المنخفضة (صابون مثلا)، يتدفق بسرعة أكبر من المائع ذي اللزوجة العالية (صمغ مثلا).
ولجميع الموائع، بما في ذلك السوائل، والغازات، درجة معينة من اللزوجة. وبعض المواد التي تبدو صلبة، مواد ذات لزوجة عالية وتتدفق ببطء شديد ومثال ذلك القار. ودرجة اللزوجة مهمة جداً في العديد من الاستعمالات. فعلى سبيل المثال، تحدد لزوجة زيت المحرك كفاءته في تشحيم أجزاء محرك السيارة. وكلما كان تداخل جزيئات السائل أكثر قوة، كان للسائل لزوجة أكبر. وعموماً، كلما كان حجم أو طول الجزيء أكبر، كان التداخل أقوى. وتحدد درجة حرارة المائع قوة تداخل جزيئاته، حيث تتداخل الجزيئات في المائع أكثر كلما انخفضت درجة الحرارة. وهكذا، فإن الموائع الساخنة تكون ذات لزوجة أقل من لزوجة الموائع الباردة. ولكن جزيئات الغاز تتداخل بقوة أكثر في درجة حرارة عالية. لذلك فإن لها لزوجة أكبر من لزوجة الغازات الباردة. وإحدى طرق زيادة لزوجة سائل هي إذابة البوليمرات (سلاسل جزيئية طويلة) فيه. وتصبح هذه الجزيئات متشابكة فتقاوم التدفق. كذلك، فإن إضافة جسيمات صلبة للمائع يزيد أيضًا من درجة اللزوجة.
الالتحام البارد:
مع انه كلما زادت الخشونة زاد الاحتكاك. لكن إذا وضع سطحين ناعمين جدا (قريبين من النعومة التامة) من المعدن مع بعض وأزيلت الشوائب بينهما تماما بواسطة الفراغ، فانهما سيلتصقان مع بعض ويصبح من الصعب فصلهما وهو ما يسمى بــ«الالتحام البارد». هذا يعني انه عندما يصل الجسم إلى مرحلة قريبة من النعومة التامة. يصبح الاحتكاك معتمدا على طبيعة القوى الجزيئية في مساحة الالتحام. لذا فإن الأجسام المختلفة التي لها نفس درجة النعومة قد يكون لها معاملات احتكاك مختلفة جدا.

### الالتحام البارد
مع انه كلما زادت الخشونة زاد الاحتكاك. لكن إذا وضع سطحين ناعمين جدا (قريبين من النعومة التامة) من المعدن مع بعض وأزيلت الشوائب بينهما تماما بواسطة الفراغ، فانهما سيلتصقان مع بعض ويصبح من الصعب فصلهما وهو ما يسمى بــ«الالتحام البارد». هذا يعني انه عندما يصل الجسم إلى مرحلة قريبة من النعومة التامة. يصبح الاحتكاك معتمدا على طبيعة القوى الجزيئية في مساحة الالتحام. لذا فإن الأجسام المختلفة التي لها نفس درجة النعومة قد يكون لها معاملات احتكاك مختلفة جدا.
يوجد الاحتكاك في كل مكان ومن أمثلته:
1) الدراجة
فعن طريق الاحتكاك يمكن لراكب الدراجة أن يسوقها دون أن ينزلق
2) تدليك اليدين:
عند تليك اليدين فإننا نشعر بالحرارة ومصدر هذا الحرارة هو الاحتكاك نتيجة ملامسة اليدين واحتكاكيهما مما ولد حرارة.
مقاومة الهواء:
عندما يخرج أي شخص يده من نافذة سيارة متحركة فإنه يعرف أن الهواء يدفع يده إلى الخلف وانه كلما زادت سرعة السيارة كلما زاد ضغط الهواء على يده وبهذه المناسبة هل تعرف أن ثلثي البترول الذي تستهلكه السيارة أثناء سيرها بسرعة يستعمل للتغلب على مقاومة الهواء لجسم السيارة؟ وعلى ذلك تصمم عربات السباق على الشكل الانسيابي لتقلل من ضغط الهواء عليها إلى الحد الأدنى وكذلك الطائرات الكبيرة السريعة التي تحلق إلى ارتفاعات عالية في السماء حيث الهواء قليل وبذلك يكون الاحتكاك أقل.